# Отношения между България и Сърбия
Отношенията между България и Сърбия, датират като българо-сръбски или сърбо-български взаимоотношения още от IX век. 
Дипломатическите отношения между Сърбия и България са установени след Освобождението, през 1879 г.
Сърбия има посолство в град София и България има посолство в Белград.

## Отношения между Първото българско царство и княжеска Сърбия
Византийският император Константин Багренородни в неговото съчинение „За управлението на империята“ - глава X „За сърбите и страната, в която сега живеят“ разказва, че до управлението на Властимир и кан Пресиян, българите и сърбите живеели в мир, обичали се едни други – понеже били съседи и имали обща граница.
През 839-842 г. Пресиян отворил война на сърбите с цел да ги подчини, според Багренородни. Войната приключила без резултат и победител, а българската конница не постигнала нищо в Динарите.
Синът на Пресиян – Борис I подновил кампанията на баща си по покоряването на сърбите, която според различните трактовки на сведенията на Багренородни, приключила със същия като предходния резултат - никакъв. Единственото сигурно сведение е, че крепостта Рас била точно на границата и била българска укрепена фортификация. В кампанията участвал Владимир Расате,който бил пленен
При управлението на Симеон Велики, Първото българско царство провежда неколкократни и кампанийни военни похода в сръбските земи - с цел да наложи лоялен към Преслав сръбски владетел, а на практика - български васал. Спорът е между Византия и България - за контрол над сръбските земи. По времето на Самуил е пленен владетелят на Рашка княз Иван Владимир. Според Дуклянския презвитер, обаче дъщерята на Самуил,Теодора -Косара се влюбва в пленника, той е освободен и тя става негов жена, а Иван Владимир - васал на Самуил. В крайна сметка, след многобройни междуособици провокирани от съседите, в княжеска Сърбия се укрепва на власт - Чеслав Клонимирович, който е роден в Преслав и чиято майка е българка.  След смъртта на Чеслав, който загива в битка с маджарите, сръбските земи продължават да са относително самостоятелни и без централизирана власт.

## Българо-сръбски отношения по време на византийското владичество
Внукът на българската княгиня Теодора Косара и Иван Владимир - Константитин Бодин подига голямо въстание в земите владяни от Самуил, представяйки се за български цар под името Петър през 1072 г. Той е подпомаган активно от последния българския кавхан - Георги Войтех и войводата Петрила. Въстанието избухва в Скопие, а Петрила бързо се спуска към Костур, но войската му разбита, а Георги Войтех предава Скопие на ромеите. Скоро след това Константин Бодин е пленен и това е краят на въстанието.

## Българо-сръбски отношения по време на Втората българска държава
Стефан Урош I е първият сръбски крал, в чиято коронация е добавен владетелския израз „дук и крал на България“.
Сестрата на цар Иван Александър – Елена, е омъжена за сръбския крал Стефан Душан. Тя е майка на сръбския княз Лазар.

## Българо-сръбски отношения по време на османското робство
Сърбия помага на много български четници да се укриват на сръбска територия, докато подготвят въстанието в българските земи под османска власт. Примери за това са Първата и Втората българска легия.
Сръбското княжество подкрепя усилията на Руската империя да освободи българите от Османската империя.

## Българо-югославски отношения
По време на Втората световна война, по-голяма част от територията на Сърбия е под български контрол – по силата на тайно българо-немско споразумение.
През ноември 1944 година представители на югославските комунисти представят пред българското правителство предложение за присъединяване на България към новата югославска федерация като шеста република. Българската страна, подкрепяна и от Съветския съюз, е по-склонна на създаване на съюзна държава, в която Югославия и България да са равноправни страни. В края на януари 1945 г., на среща между българския премиер Кимон Георгиев и югославския функционер Моша Пияде с личното посредничество на Йосиф Сталин, е постигнато споразумение за съюзен договор между двете държави, тайни писма към който предвиждат създаване на федерация, без да се уточнява нейната структура. Договорът така и не е сключен, поради противопоставянето на Великобритания и Съединените щати, смятащи, че България не може да действа самостоятелно до сключването на мирен договор.
На 1 юни 1946 г. в Москва започва посещение на голяма югославска организация, водена от Йосип Броз Тито. На 5 юни там неофициално пристигат лидерите на българските комунисти Георги Димитров, Васил Коларов и Трайчо Костов, които провеждат поредица двустранни срещи. На обща тристранна среща на 7 юни Сталин остро критикува българските комунисти за бавното налагане на тоталитарния режим в страната в сравнение с Югославия. Той настоява за отстраняване на военния министър Дамян Велчев, като за тази цел трябва да се използват показни политически процеси в Югославия, както и за даване на културна автономия на Пиринска Македония като първа стъпка към съединяването ѝ с югославската част на областта. На срещата е договорено, че Югославия ще се откаже от фактическото изплащане на репарации от България, макар че по международни съображения те ще бъдат предвидени бъдещия мирен договор. Освен това Тито признава българския етнически характер на Западните покрайнини и прием връщането им в България, успоредно с присъединяването на Пиринска към Вардарска Македония.
След разрива между комунистическите режими в Югославия и Съветския съюз през 1948 г., българо-югославските отношения са хладни и обремени най-вече от т.нар. македонски въпрос.
Българо-сръбските отношения се възстановяват с края на Югославия.

## Българо-сръбски отношения в най-ново време
През последните години политическият диалог между двете страни е изключително интензивен, като държавните и правителствените глави на двете държави често се срещат.
Двете държави имат различни официални позиции по отношение на Косово.
През декември 2023 г. сръбските разузнавателни и полицейски сили арестуват Л. Г. (61 г.) от Босилеград, по подозрение, че е разкривал военни тайни на организация от Република България и е управлявал широка шпионска мрежа в Южна Сърбия.